# Nahuatlismo
Nahuatlismo es el nombre con que se identifican aquellas palabras en el idioma español que tienen su origen en la lengua náhuatl. Se conocen también con el nombre de aztequismos. Muchos de los nahuatlismos son conocidos únicamente en el español mexicano, pues es en este país donde se concentra una gran mayoría de los hablantes de la lengua náhuatl. Otros han pasado a diversas lenguas, casi siempre como préstamos que éstas han tomado de los hispanohablantes. 
El uso de los nahuatlismos en el idioma español es uno de los rasgos distintivos del español mexicano. Siendo un tema de gran importancia, existe un gran número de estudios sobre la frecuencia de su uso y su prevalencia entre distintas capas de la población en México. Estas cuestiones suelen ser motivo de desacuerdo entre los investigadores.

## Origen y uso actual de los nahuatlismos

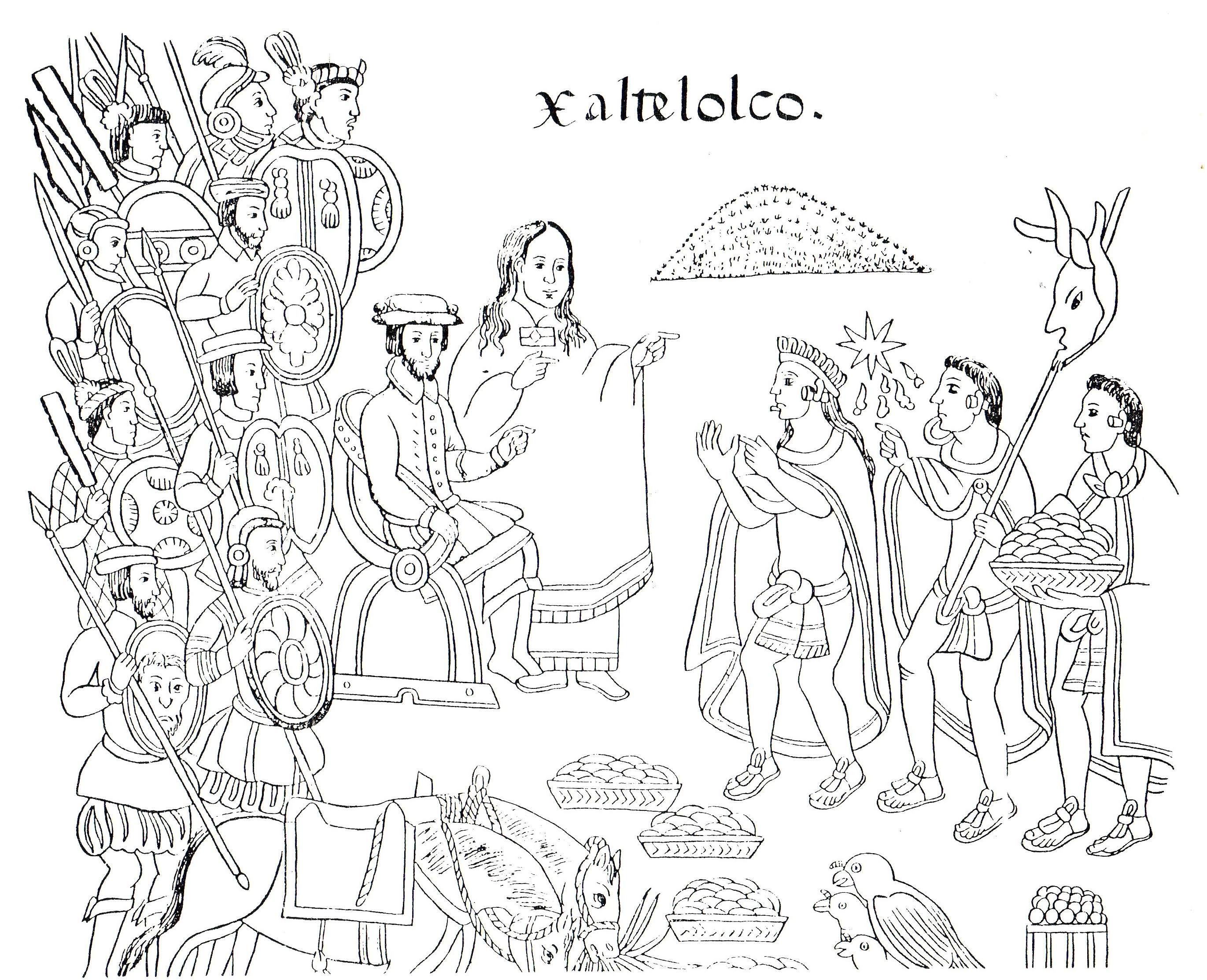
La Malinche, en el centro de esta imagen, fue una de las primeras lenguas que sirvieron a los españoles. Su nombre es castellanización de Malintzin, y también es un nahuatlismo que designa a una persona que prefiere lo extranjero y desprecia lo propio de su país.

Los nahuatlismos comenzaron a penetrar en el léxico del español desde el contacto entre los hispanohablantes y los pueblos de habla náhuatl, asentados en Mesoamérica. El inicio de este lazo ocurrió en el siglo XVI. De la misma manera que ocurrió en las Antillas, donde los españoles adoptaron numerosas palabras del taíno, en Mesoamérica también tomaron voces de las lenguas indígenas, principalmente del maya y el náhuatl. Estas voces eran empleadas para describir conceptos que eran desconocidos por los europeos, o bien, llegaron a sustituir las voces españolas.
La historia de la relación entre el náhuatl y el español no fue sencilla. Para poder entenderse con los nativos, los españoles recurrieron en un primer momento a intérpretes que llamaron lenguas. Las primeras lenguas fueron Jerónimo de Aguilar y Malintzin. Muy poco tiempo después de la Conquista, los misioneros se preocuparon por aprender las lenguas de los pueblos que se propusieron cristianizar. En el caso del náhuatl, destaca la labor de Bernardino de Sahagún, Toribio de Benavente y otros, que legaron gramáticas y vocabularios de este idioma. La diversidad lingüística mesoamericana motivó la adopción del náhuatl como lengua general, de modo que muchos pueblos aprendieron este idioma para simplificar la comunicación. El reconocimiento por parte de la Corona española del náhuatl como lengua general favoreció su difusión por un territorio considerable, que abarcaba Nueva España desde Sinaloa hasta Costa Rica. Posteriormente, durante el reinado de Carlos III en España, las autoridades coloniales favorecieron la eliminación de las lenguas indígenas, incluyendo el náhuatl, y la castellanización de todos los pueblos indígenas. La medida fue rechazada por los franciscanos en su momento.
En contra de estos propósitos de desaparecer las lenguas indígenas, muchas voces pasaron del náhuatl al español. La interacción entre el español y el náhuatl no se reduce al momento de la Conquista o la Colonia, sino que continúa en el siglo XXI en tanto que la lengua de los mexicas es el idioma indígena con mayor número de hablantes en México. El empleo de los nahuatlismos ha sido motivo de discusiones entre investigadores interesados en el tema. Se habla de que su uso es mayor en zonas rurales que en zonas urbanas, en la medida que muchos de ellos aluden a instrumentos, técnicas, objetos que han desaparecido en contextos urbanos. Otros han desaparecido del habla cotidiana, pero se conservan en el refranero popular.

## Rasgos fonéticos de los nahuatlismos

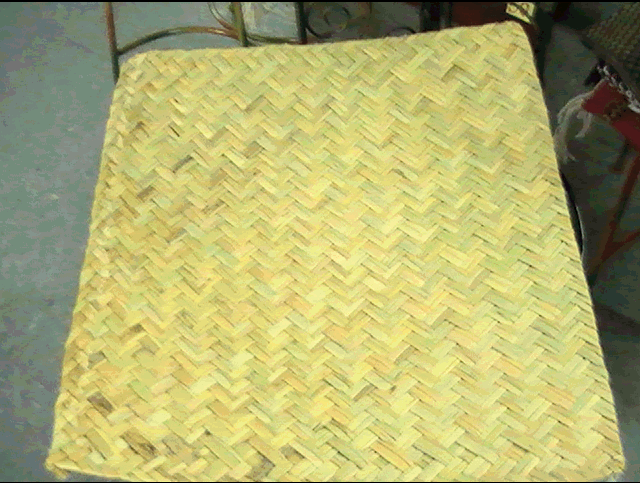
El petate ha derivado en otros nahuatlismos frecuentes como petatearse uno (morirse), petatear a alguien (presionar a otro en el juego de baraja, fingiendo tener un juego excelente), o petatazo (tufo de marihuana).

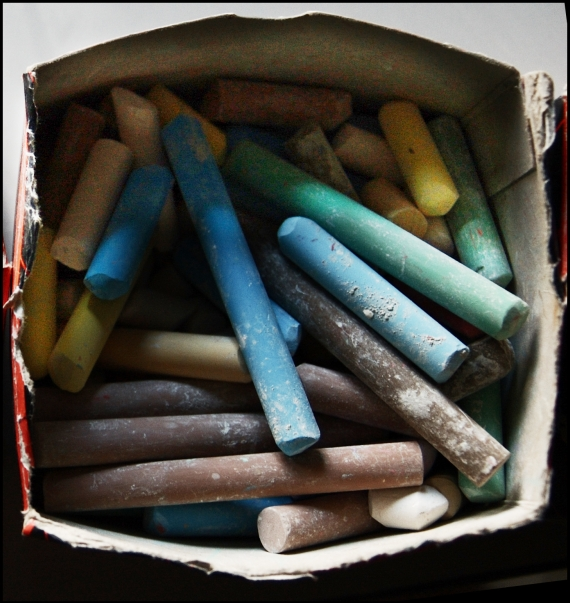
Tiza es un nahuatlismo que se emplea para designar las barras de yeso que se emplean para escribir en pizarrones. En España es de uso frecuente, mientras que en México no lo es, en su lugar se emplea el helenismo gis. En Centroamérica se le llama yeso.

El náhuatl y el español tienen diferencias en su repertorio fonético. Algunos fonemas que son muy frecuentes en náhuatl —por ejemplo [t͡ɬ], [ʦ] o [ʃ]— sufrieron transformaciones más o menos coherentes cuando pasaron en los nahuatlismos. Algunos de estos cambios son los siguientes:
- El fonema [t͡ɬ] al final de una palabra se modificó de maneras diversas. En algunos casos, se añadió una [e] y el fonema final [t͡ɬ]  se transformó en [t], dando lugar a una muy frecuente terminación -te. Ejemplo son voces como elote (<élotl), metate (<métatl) o petate (<pétatl). En otros casos  [t͡ɬ] al final de la palabra se transformó en  [l], como en los casos de palabras como cempasúchil (<cempoalxóchitl). En otros, el fonema en cuestión desapareció de la enunciación. Ejemplo es tiza (<tízatl).  Una importante excepción contemporánea es el nahuatlismo náhuatl, que en español lleva la tl; empero esto no fue siempre así, ya que en un tiempo se usó la forma nahuate.[7]

- El sonido [t͡ɬ] al principio o en el intermedio de la palabra casi siempre pasó intacto del náhuatl al español. Ejemplos son xoloitzcuintle (<xoloitzcuintli), tlacoyo (<tlatlaoyoh) o tlapalería (<tlapalli).

- La combinación -[ɬ:i] al final de la palabra se transformó con frecuencia en -[le]. Es decir, la "ele larga" del idioma náhuatl se convirtió en una ele española y la vocal anterior cerrada se convirtió en vocal anterior abierta. Los ejemplos de este cambio fonológico son abundantes, entre ellos se pueden señalar atole (<atolli), pinole (<pinolli), pozole (pozolli). En otros casos desapareció la vocal final para quedar únicamente -[l], en estos casos se encuentran tamal (<tamalli), jacal (xalcalli) y escamol (azcamolli).

- El sonido  [ʦ] se transformó con frecuencia en [ʧ] en los nahuatlismos. Como ejemplo se encuentra La Malinche (<Malintzin), chicle (<tzictli) y apapacho (<papatzoa). En otros casos, desapareció el rasgo plosivo del fonema en lengua náhuatl y pasó como la fricativa [s] al español; es el caso de voces como escuincle (<itzcuintli), huauzontle (<huauhtzontli) o zapote (<tzápotl). A pesar de realizarse en el habla como [s], este sonido se suele escribir como z en los nahuatlismos, una indicación de su etimología.

- El sonido [ʃ] sufrió modificaciones similares a las ocurridas en el español alrededor del siglo XVI. En algunos casos pasó como [s], por ejemplo en Súchil (<xóchitl). En otras voces se transformó en ⟨j⟩: ajolote (<axólotl), jonote (<xónotl). Sólo en algunos se conservó intacto, como en mixiote (<mexiotl) o xoloitzcuintle (<xoloitzcuintli).

## Topónimos de origen náhuatl
Son abundantes los topónimos de origen náhuatl en el centro de México. En los estados de México, Morelos, Puebla, Veracruz, Tlaxcala y Guerrero la mayoría de los municipios llevan nombres de origen náhuatl. Sin embargo, la toponimia náhuatl se encuentra presente desde Sinaloa hasta Guanacaste (Costa Rica). Varios topónimos nahuas se impusieron sobre los nombres que los españoles dieron a los poblados indígenas existentes a su llegada, como en el caso de Tepeaca (<Tepeyácac) a la que Hernán Cortés llamó Segura de la Frontera. En muchos casos, a los topónimos originales se les antepuso el nombre del santo patrón que les designaron los religiosos españoles. En el caso de México, después de la Independencia a muchos pueblos indígenas se les añadió el nombre de algún personaje notable; ejemplos de este proceso son los nombres de poblaciones como Toluca de Lerdo, Miahuatlán de Porfirio Díaz o Cuautepec de Hinojosa. Algunos casos como San Bartolo Naucalpan de Juárez reflejan todos los estilos con el que los topónimos nahuas entraron en el habla cotidiana de los hispanófonos en México.

## Estudios sobre el léxico de origen náhuatl en el español
Los primeros estudios sistemáticos sobre el tema se realizaron en el siglo XIX, y es ejemplar en ese sentido la obra de Cecilio Robelo. Este autor mexicano investigó la toponimia indígena de los estados del centro de México y sistematizó además un Diccionario de aztequismos, en el que sumó más de 2.000 voces, entre topónimos, gentilicios y palabras de uso común. Robelo puso además especial importancia en el repertorio de refranes populares en los que aparecen las voces indígenas. De acuerdo con el autor, sólo el conocimiento de los aztequismos podría permitir la enseñanza total del español tal como se habla en México.